# Ивница (Курская область)
Ивница — село в Суджанском районе Курской области. Входит в состав Погребского сельсовета.

## География
Село находится на одноимённой реке (приток Суджи), в 24 км от российско-украинской границы, в 71 км к юго-западу от Курска, в 25,5 км к северу от районного центра — города Суджа, в 7 км от центра сельсовета — Погребки.

### Климат
Ивница, как и весь район, расположена в поясе умеренно континентального климата с тёплым летом и относительно тёплой зимой (Dfb в классификации Кёппена).
| Показатель                                                                   | Янв. | Фев. | Март | Апр. | Май  | Июнь | Июль | Авг. | Сен. | Окт. | Нояб. | Дек. | Год  |
| ---------------------------------------------------------------------------- | ---- | ---- | ---- | ---- | ---- | ---- | ---- | ---- | ---- | ---- | ----- | ---- | ---- |
| Средний суточный максимум, °C                                                | −3,7 | −2,6 | 3,4  | 13,2 | 19,5 | 22,8 | 25,3 | 24,7 | 18,3 | 10,8 | 3,7   | −0,8 | 11,2 |
| Средняя температура, °C                                                      | −5,8 | −5,2 | −0,3 | 8,4  | 14,8 | 18,4 | 20,9 | 20   | 14,1 | 7,4  | 1,5   | −2,8 | 7,6  |
| Средний суточный минимум, °C                                                 | −8,2 | −8,4 | −4,4 | 2,9  | 9,2  | 13,1 | 15,9 | 14,9 | 9,8  | 4,1  | −0,8  | −5   | 3,6  |
| Норма осадков, мм                                                            | 51   | 44   | 48   | 50   | 63   | 71   | 76   | 53   | 57   | 57   | 47    | 49   | 666  |
| Источник: Погода по месяцам c ru.climate-data.org(дата обращения: Июль 2021) |      |      |      |      |      |      |      |      |      |      |       |      |      |

Часовой пояс
Село Ивница, как и вся Курская область, находится в часовой зоне МСК (московское время). Смещение применяемого времени относительно UTC составляет +3:00.

## История
В 1711 году деревня Ивница обрела статус села в связи с постройкой Михайловской церкви.
В Ивнице родился, жил и умер выдающийся русский цивилист Константин Никанорович Анненков (1843-1910). На его счет в селе были возведены многие постройки.
В конце февраля 1943 года село было сожжено оккупантами вместе с жителями. Фёдор Григорьевич Сухов (1922—1992) написал лирическую хронику «Ивница» (1963—1983), описывающую и это преступление. Он был участником освобождения Ивницы, удостоился за это медали «За Отвагу».
8 августа 2024 года, в ходе боёв в Курской области, село было захвачено ВСУ.

## Население
| 2002 | 2010 |
| ---- | ---- |
| 35   | ↘27  |

## Инфраструктура
Личное подсобное хозяйство. В селе 34 дома.

## Транспорт
Ивница находится в 1,5 км от автодороги регионального значения 38К-024 (Льгов — Суджа), в 5,5 км от автодороги межмуниципального значения 38Н-453 (38К-024 — Погребки), в 2,5 км от автодороги 38Н-445 (38К-024 — Дьяковка), на автодороге 38Н-446 (38К-024 — Ивница), в 10,5 км от ближайшей ж/д станции Локинская (линия Льгов I — Подкосылев).
В 125 км от аэропорта имени В. Г. Шухова (недалеко от Белгорода)